# تیم مونتگومری
 تیم مونتگومری (انگلیسی: Tim Montgomery؛ زادهٔ ۲۸ ژانویهٔ ۱۹۷۵) یک ورزشکار اهل ایالات متحده آمریکا است.